# Hippotion
Hippotion is een geslacht van vlinders uit de onderfamilie Macroglossinae en de familie van de pijlstaarten (Sphingidae).

## Soorten
- H. aporodes Rothschild & Jordan, 1910
- H. aurora Rothschild & Jordan, 1903
- H. balsaminae (Walker, 1856)
- H. batschii (Keferstein, 1870)
- H. boerhaviae (Fabricius, 1775)
- H. brennus (Stoll, 1782)
- H. brunnea (Semper, 1896)
- H. butleri (Saalmuller, 1884)
- H. celerio (Linnaeus, 1758) – Wingerdpijlstaart
- H. commatum Rothschild & Jordan, 1915
- H. chauchowensis (Mell, 1923)
- H. chloris Rothschild & Jordan, 1907
- H. dexippus Fawcett, 1915
- H. echeclus (Boisduval, 1875)
- H. eson (Cramer, 1779)
- H. geryon (Boisduval, 1875)
- H. gracilis (Butler, 1875)
- H. griveaudi Carcasson, 1968
- H. hateleyi Holloway, 1990
- H. horus Röber, 1921
- H. irregularis (Walker, 1856)
- H. isis Rothschild & Jordan, 1903
- H. joiceyi Clark, 1922
- H. leucocephalus Rober, 1929
- H. moorei Jordan, 1926
- H. novaebrittaniae Clark, 1932
- H. obanawae Matsumura, 1908
- H. osiris (Dalman, 1823)
- H. paukstadti Cadiou, 1995
- H. pentagramma Hampson, 1910
- H. psammochroma Basquin, 1989
- H. rafflesii (Moore, 1858)
- H. rebeli Rothschild & Jordan, 1903
- H. rosae (Butler, 1882)
- H. roseipennis (Butler, 1882)
- H. rosetta (Swinhoe, 1892)
- H. saclavorum (Boisduval, 1933)
- H. scrofa (Boisduval, 1832)
- H. socotrensis (Rebel, 1899)
- H. stigma Rothschild & Jordan, 1903
- H. taiwanensis Riotte, 1975
- H. talboti Clark, 1930
- H. velox (Fabricius, 1793)